# Axel Nygaard
Axel Nygaard (15. maj 1877 i København – 10. februar 1953 på Frederiksberg) var en dansk tegner. Han var søn af norskfødte skomagermester Carsten Gulliksen Nygaard (1845-1924) og hustru Christine Andrea Rømer (1842-1924) og  var broder til journalist og forfatter Georg Nygaard (1871-1942). 
Nygaard tegnede allerede fra barnsben, og efter endt skolegang kom han i malerlære. Nygaard forlod hjemmet i 1895 som nybagt svend og drog efter den tids sædvane på valsen. Det bragte ham på en syv år lang vandretur (1895-1902) i Europa. Turen var også en dannelsesrejse i kunst. Han vendte hjem præget af turens strabadser, optændt af social indignation og startede som samfundskritisk karikatur- og satiretegner. Nu fik arkitekturen hans opmærksomhed, hvor hans helt særlige forståelse af den vakte stor beundring i samtiden. Han udviklede sig efterhånden til det idyliske og skildrede det smukke Danmark i Politikens Dag til dag og vejrtegninger gennem fire årtier. Klummen er desværre forsvundet helt.

## Karriere
Axel Nygaards kunst var i mere end 50 år dagligt tilgængelig for alle danskere i magasiner og aviser. Især vejrtegningerne fik ikonagtig status og medførte sammenligninger med H.C. Andersen. Samtidens kulturpersonligheder beskæftigede sig med hans kunst og beskrev ham som Danmarks største bladtegner. Sophus Claussen, Otto Gelsted, Piet Hein, Tom Kristensen og Aage Berntsen hyldede ham  i digte.
Nygaards opgaver bestod først og fremmest i at illustrere, og han beherskede flere helt personlige udtryksformer og anvendte ofte tegnestilen som tidsreference. AN bringer bladtegningens europæiske ånd til Danmark og tegner i flere manérer. Man har talt om den første, den anden og den tredje Nygaard. Han overfører i samarbejde med Valdemar Andersen farvelitografiets teknik til rotationspressen, og han introducerer grafisk design i avisen ved at tilrettelægge brødteksten sammen med sine tegninger og sine tegnede alfabeter.

## Hæder
- 1895 Sølvmedalje ved svendeprøve København;
- 1925 Paris Diplôme de medaille d´or (Guldmedalje) – Art de la rue (plakatkunst);
- 1925 Paris Diplôme d´honneur (Æreskunstner) – Livre (bogillustration);
- 1930 Alfred Schmidts legat;
- 1946 Æresmedlem – Danske Bladtegnere;
- 1952 Æresmedlem Sammenslutningen af Danske Bladtegnere.

## Virke
Hans professionelle virke kan inddeles i fem hovedgrupper:
- Karikatur og satire.
- Plakater og reklame.
- Bogillustration.
- Arkitekturtegninger, reportage og grafisk design.
- Danmark Dag til Dag og vejrtegninger.

## Biografier
- Axel Nygaard. 30 tegn. fra Politiken med forord af Hans Hartvig Seedorff Pedersen. 1935.
- Axel Nygaard. 30 tegn. fra Politiken, m. forord af Hans Hartvig Seedorff Pedersen, 1937.
- Carl. E. Jensen. Karikatur-album II 494-96, 1912.
- Christian Elling. Danske arkitektur-tegn. 1942.
- Poul Henningsen. Hans H. Seedorff; Otto Gelsted; Axel Nygaards Tegninger. Arthur Jensens forlag. København. 1937.
- H.P. Rohde. Axel Nygaard. Biografi. København 1954.
- Hans H. Seedorff Pedersen. Axel Nygaards lyse verden. København. 1954.
- Ole Winding. Axel Nygaard. Hos fotografen XVI. Perspektiv Det Danske Magasin. Hans Reitzels Forlag. Købehavn.
- Søren Vinterberg. Lars Rømer-Nygaard. Tegninger fra Magasinet. Axel Nygaard. Bogfabrikken. København. 2008.
- Søren Vinterberg et al. Et frugtbart land for karikaturens kunst. Brev til Jorunn på 70-årsdagen. Tapir Akademisk Forlag. Trondheim 2010.

## Familie
Han blev i 1912 gift med Marie Rosenquist (separeret 1931), datter af Johan Wilhelm Rosenquist (1858-1936) og hustru Marie Vilhelmine Petersen. Axel Nygaard og Marie Rosenquist fik en søn:
- Ole Rømer-Nygaard (1924-1994) arkitekt MAA. Gift med Bodil Finsen, datter af kunstvæver Aslaug Finsen og ingeniør Erik Aksel Lauritzen og barnebarn af dommer John Finsen og Nanna Mathilde Meyer. De fik tre børn.

Hans Hartvig Seedorf skildrede sin hustrus og sit nære forhold til Axel Nygaard i bogen Axel Nygaards lyse verden.
Han er begravet i familiegravstedet på Vestre Kirkegård.